# Castors de Sherbrooke
Die Castors de Sherbrooke (englisch: Sherbrooke Beavers) waren eine kanadische Eishockeymannschaft aus Sherbrooke, Québec. Das Team spielte von 1969 bis 1982 und von 1992 bis 2003 in einer der drei höchsten kanadischen Junioren-Eishockeyligen, der Québec Major Junior Hockey League (QMJHL).

## Geschichte
Die Castors de Sherbrooke wurden 1969 als Franchise der QMJHL gegründet, in der sie eines der Gründungsmitglieder waren. Ihre erfolgreichste Zeit hatte die Mannschaft, als sie Mitte der 1970er und Anfang der 1980er Jahre drei Mal die Coupe du Président gewannen (1974/75, 1976/77 und 1981/82). Als Meister der QMJHL qualifizierten sie sich somit jeweils für das Finalturnier um den Memorial Cup, in dem sie mit der 4:7-Finalniederlage 1982 gegen die Kitchener Rangers aus der Ontario Hockey League der Meisterschaft der Canadian Hockey League am nächsten standen. Trotz der Erfolge wurde die Mannschaft im Anschluss an die Saison 1981/82 nach Saint-Jean-sur-Richelieu, Québec, umgesiedelt, wo sie anschließend unter dem Namen Castors de Saint-Jean am Spielbetrieb der QMJHL teilnahm.
1976 vertrat Castors de Sherbrooke Kanada bei der dritten inoffiziellen Eishockey-Weltmeisterschaft der Junioren.
Im Sommer 1992 wurden die Draveurs de Trois-Rivières aus Trois-Rivières, Québec, nach Sherbrooke verlegt und in Faucons de Sherbrooke umbenannt, womit das Franchise an die Tradition der Castors de Sherbrooke anschlossen, deren Namen die Mannschaft ab 1998 auch offiziell wieder trug. Diese konnten jedoch nicht an die Erfolge der ursprünglichen Castors anschließen, so dass das Franchise 2003 in das US-amerikanische Lewiston, Maine, umgesiedelt, wo es bis 2011 unter dem Namen Lewiston MAINEiacs in der QMJHL spielte.

## Ehemalige Spieler
Folgende Spieler, die für die Castors/Faucons de Sherbrooke aktiv waren, spielten im Laufe ihrer Karriere in der National Hockey League:
- Dmitri Afanassenkow
- Norm Aubin
- Alain Bélanger
- Yves Bélanger
- Serge Boisvert
- Paul Boutilier
- Fred Burchell
- Claude Cardin
- Ron Carter
- John Chabot
- Dan Chicoine
- Réjean Cloutier
- Claude Cyr
- Gord Donnelly
- Christian Dubé
- Gilles Dubé
- Norm Dubé
- Norm Dussault
- Jean-François Fortin
- Ray Fortin
- Gerard Gallant
- Jean-Marc Gaulin
- Jere Gillis
- Alan Haworth
- Pierre Jarry
- Brian Johnson
- Claude Larose
- Fern LeBlanc
- Réjean Lemelin
- Jean Lemieux
- Mario Lessard
- Gilles Lupien
- Jimmy Mann
- Peter Marsh
- Sean McKenna
- Corrado Micalef
- Richard Mulhern
- Michel Petit
- Noël Picard
- Roger Picard
- Pascal Rhéaume
- Dany Sabourin
- Richard Sévigny
- Bobby Simpson
- Claude St. Sauveur
- Radoslav Suchý
- Jocelyn Thibault
- Rick Vaive
- Sid Veysey
- Tomáš Vokoun
- Kurt Walker

## Team-Rekorde

### Karriererekorde
Spiele: 276  Floyd Lahache
Tore: 199  Ron Carter
Assists: 238  Mark Green
Punkte: 391   Louis Bégin
Strafminuten: 835  Floyd Lahache